# Martin Zach
Martin Zach (* 4. Januar 1933 in Bad Tölz; † 27. September 2008 in Alaska, USA) war ein deutscher Eishockeystürmer. Er war der Bruder von Hans Zach.

## Karriere
Von 1949 bis 1959 spielte Zach für den EC Bad Tölz in der Eishockey-Oberliga und später in der Eishockey-Bundesliga. In 177 Einsätzen für den ECT erzielte der Angreifer 129 Tore. Während dieser Zeit nahm er als Mitglied der deutschen Nationalmannschaft an den Olympischen Winterspielen 1956 im italienischen Cortina d’Ampezzo teil. Insgesamt absolvierte er zwischen 1953 und 1956 elf Einsätze für das Nationalteam, darunter sieben Stück im Verlauf des olympischen Eishockeyturniers.
Nach Beendigung seiner aktiven Karriere übernahm Zach die elterliche Metzgerei in Bad Tölz. Er verstarb am 27. September 2008 im Alter von 75 Jahren während eines Angelausflugs im US-Bundesstaat Alaska.